# Dúnam
El dúnam (àrab: دونم, dūnam) o dönüm (turc otomà: دونم; turc: dönüm), també anomenat dunum o donum o encara stremma vell, turc o otomà, és una unitat de superfície pròpia de l'Imperi Otomà i encara en ús en diversos països que hi havien pertangut. No és una unitat del Sistema Internacional d'Unitats.
Originalment un dúnam era la superfície de terra que podien llaurar una parella de bous en un dia i, per tant, equivalent a la stremma grega o l'acre anglès, però la seva mesura exacta variava i varia encara força d'una regió a una altra.

## Variacions
A Turquia equivalia a 939 m², però al segle xix s'equipararen el nou dönüm o dönüm mètric i la decàrea, és a dir que passà a equivaldre 1.000 m². Tot i que a tots els països de l'antic Imperi Otomà s'ha adoptat el SI, el dúnam o dönüm s'ha mantingut en ús amb mesures estandarditzades diferents segons el lloc, que sovint conviuen amb mesures locals tradicionals. Abans del Mandat Britànic de Palestina, a Palestina s'usava un dúnam de 919,3 m². Actualment, a les regions de Síria i Palestina, el dúnam modern equival a 1.000 m², mentre que a l'Iraq usen un dúnam de 2.500 m². A la part turca de Xipre, en canvi, el dönüm equival a 1.337,8 m².
A Bòsnia i Hercegovina i Sèrbia, el dönüm és anomenat dulum (дулум) o dunum (дунум) i equival a 1.600 m² a la regió de Leskovac, al sud de Sèrbia. A Albània se l'anomena dynym o dylym i és igual al dúnam mètric. A Grècia, se l'anomena stremma, però mesura com el dönüm mètric.

## Equivalències
Un dúnam mètric equival a:
- 1.000 metres quadrats
- 10 àrees
- 0,1 hectàrees

- 0,24710538146717 acres
- 1.195,9900463011 iardes quadrades
- 10.763,91041671 peus quadrats